# Несуж
Несуж — деревня в Батецком муниципальном районе Новгородской области, относится к Батецкому сельскому поселению.
Деревня расположена в 3 км к западу от деревни Будыни и 5 км к востоку от путей Санкт-Петербург-Витебского отделения Октябрьской железной дороги линии Санкт-Петербург — Витебск.

## История
Упоминается в писцовых книгах Водской пятины Новгородской земли 1500 года, как деревня Успенского Сабельского погоста — Несуши, в 1568 году упоминается, как Несущи, в 1709 году — Несужо, Несужа в 1748 году, Несуж в 1718 и 1788 годах. В Новгородском уезде Новгородской губернии — деревня была в Самокражской волости. В Батецком районе деревня Несуж до муниципальной реформы была подчинена Озерёвскому сельсовету, затем Озерёвской сельской администрации.